# Alexandre Balmer
Alexandre Balmer (ur. 4 maja 2000) – szwajcarski kolarz szosowy i górski.

## Osiągnięcia

### Kolarstwo szosowe
Opracowano na podstawie:

2017
- 3. miejsce w Classique des Alpes juniors
- 1. miejsce w mistrzostwach Szwajcarii juniorów (jazda indywidualna na czas)
- 3. miejsce w mistrzostwach Szwajcarii juniorów (start wspólny)

2018
- 1. miejsce w SPIE Internationale Juniorendriedaagse
- 1. miejsce w mistrzostwach Szwajcarii juniorów (jazda indywidualna na czas)
- 1. miejsce w mistrzostwach Szwajcarii juniorów (start wspólny)
- 2. miejsce w mistrzostwach Europy juniorów (start wspólny)
- 2. miejsce w Trofeo Buffoni

2020
- 1. miejsce w mistrzostwach Szwajcarii U23 (jazda indywidualna na czas)

2021
- 3. miejsce w Giro del Belvedere
- 1. miejsce w klasyfikacji młodzieżowej Alpes Isère Tour

### Kolarstwo górskie
Opracowano na podstawie:

2017
- 2. miejsce w mistrzostwach Europy juniorów (cross-country)

2018
- 1. miejsce w mistrzostwach Europy (sztafeta mieszana)
- 1. miejsce w mistrzostwach Europy juniorów (cross-country)
- 1. miejsce w mistrzostwach świata (sztafeta mieszana)
- 1. miejsce w mistrzostwach świata juniorów (cross-country)

2020
- 3. miejsce w mistrzostwach świata (sztafeta mieszana)

2021
- 2. miejsce w mistrzostwach Europy (sztafeta mieszana)

## Rankingi

### Kolarstwo szosowe
| Rok             | 2019  | 2020  | 2021 | 2022 | 2023  | 2024  |
| --------------- | ----- | ----- | ---- | ---- | ----- | ----- |
| World Ranking   | 2710. | 1033. | 833. | 582. | 1007. | 1159. |
| UCI Europe Tour | 1694. | 802.  | 639. | 454. | -     | -     |
|                 |       |       |      |      |       |       |
| Źródło: UCI     |       |       |      |      |       |       |